# Poprawki postnewtonowskie
Poprawki postnewtonowskie (poprawki PN) — w ogólnej teorii względności, wyrażenia umożliwiające przybliżone rozwiązanie równania Einsteina.
Równania ruchu mechaniki Newtona są traktowane jako podstawa, którą poprawia się o kolejne wyrazy relatywistyczne, a całość z założenia powinna być prostsza do rozwiązania niż pełne równanie Einsteina.
Poszczególna rzędy poprawek są proporcjonalne do parametru:
{\displaystyle \epsilon \sim \left({\frac {v}{c}}\right)^{2}\sim {\frac {Gm}{rc^{2}}}}
w odpowiedniej potędze. Tak więc, dla przykładu, poprawka 1PN wykorzystuje wyrażenie zawierające {\displaystyle \epsilon }, 2PN — zawierające {\displaystyle \epsilon ^{2}} a 2,5PN — zawierające {\displaystyle \epsilon ^{2{,}5}}.

## Układ dwóch ciał
Rozważmy dwa sferycznie symetryczne, niewirujące ciała oddziałujące grawitacyjnie, których odległość między sobą jest znacznie większa niż promień każdego z nich.
Dla takiego układu, równanie ruchu z poprawkami 1PN oraz 2PN ma postać (użyto konwencji w której {\displaystyle G=c=1}):
{\displaystyle {\frac {{\textrm {d}}^{2}{\vec {r}}}{{\textrm {d}}t^{2}}}={\frac {m}{r^{2}}}\left[\left(-1+A_{1{\textrm {PN}}}+A_{2{\textrm {PN}}}\right){\frac {\vec {r}}{r}}+{\frac {{\textrm {d}}r}{{\textrm {d}}t}}{\vec {v}}\left(B_{1{\textrm {PN}}}+B_{2{\textrm {PN}}}\right)\right]}
gdzie
{\displaystyle {\vec {r}}_{1}} — położenia pierwszego ciała,
{\displaystyle {\vec {r}}_{2}} — położenia drugiego ciała,
{\displaystyle {\vec {r}}={\vec {r}}_{1}-{\vec {r}}_{2}},
{\displaystyle r=|{\vec {r}}|},
{\displaystyle m_{1}} — masa pierwszego ciała,
{\displaystyle m_{2}} — masa drugiego ciała,
{\displaystyle m=m_{1}+m_{2}},
{\displaystyle {\vec {v}}_{1}} — prędkość pierwszego ciała,
{\displaystyle {\vec {v}}_{2}} — prędkość drugiego ciała,
{\displaystyle {\vec {v}}={\vec {v}}_{1}-{\vec {v}}_{2}}.